# Semion Budionni
Semion Budionni (rus: Семён Миха́йлович Будённый)  (Budiónnovskaia, 13 d'abril de 1883 (Julià) - Moscou, 26 d'octubre de 1973), nom complet amb patronímic Semion Mikhàilovitx Budionni, fou un comandant militar soviètic, amic i aliat del líder soviètic Ióssif Stalin.

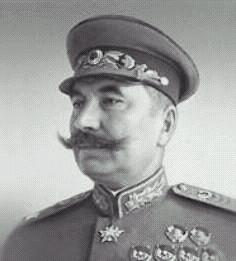
Budionnı (1943)

Budionni nasqué en una família camperola de la regió dels cosacs del Térek, al sud de Rússia. Contràriament al que sovint es creu, si bé era originari d'una regió cosaca, ell no ho era pas (la seva família provenia de l'óblast de Vorónej). Treballà com a mà d'obra a una granja fins al 1903, en què va ser reclutat per l'exèrcit de l'Imperi Rus; serví a la cavalleria i participà en la Guerra Russo-Japonesa de 1905. Durant la Primera Guerra Mundial va ser sots-oficial al front occidental fins al 1916, en què va ser destinat al Front del Caucas. Es va fer famós per la seva valentia, i fou condecorat en quatre ocasions amb la Creu de Sant Jordi. Quan esclatà la Revolució Russa de 1917, Budionni estava radicalitzat com molts altres soldats, i esdevingué un membre dirigent dels consells (soviets) de soldats de la regió del Caucas.
La guerra civil esclatà el 1918, i Budionni organitzà una força de cavalleria roja a la regió del Don, que esdevingué el 1r Exèrcit de Cavalleria. Aquest exèrcit va tenir un paper destacat en la victòria bolxevic a la guerra, expulsant de Moscou el General Blanc Anton Denikin. Budionni s'afilià al Partit Bolxevic el 1919 i intimà amb Stalin i Kliment Voroixílov.
El 1920, l'exèrcit de cavalleria de Budionni prengué part en la invasió de Polònia a la Guerra Poloneso-Soviètica, en què va tenir èxits inicials (expulsant les forces poloneses d'Ucraïna i travessant la frontera sud polonesa. Posteriorment les forces bolxevics patiren una greu derrota a la Batalla de Varsòvia, principalment perquè l'exèrcit de Budionni estava bloquejat a Lwów. Després que el seu exèrcit fos derrotat en la Batalla de Komarów (una de les majors batalles de cavalleria de tota la història), Budionni va ser enviat al sud, per lluitar contra els Blancs a Ucraïna i a Crimea. Malgrat la seva derrota a Polònia, va ser un dels herois militars soviètics al final de la Guerra Civil.
Budionni va ser considerat un oficial de cavalleria coratjós, però que no entenia la guerra moderna, i en especial, l'impacte dels tancs. Com a mostra de la seva perícia militar, durant el judici de Mikhaïl Tukhatxevski, cridà que l'esforç de Tukhatxevski per crear formacions blindades portarien a la ruïna a l'Exèrcit Roig, davant la qual cosa un sorprès Tukhatxevski respongué: Crec que estic somiant. Va ser nomenat Inspector de Cavalleria de l'Exèrcit Roig, a més de diversos càrrecs honorífics més.
El 1935 Budionni va ser un dels 5 primers Mariscals de la Unió Soviètica. Tres d'ells van ser executats en la Gran Purga de finals de la dècada dels 30, quedant només Budionni i Voroixilov. El 1937, Budionni fou responsable del Districte Militar de Moscou, i durant la Guerra Fineso-soviètica comandà un exèrcit amb resultats desastrosos. No obstat, el 1940 va ser nomenat Adjunt al Comissari del Poble de Defensa, una posició per la qual no estava gens preparat.
Entre juliol i setembre de 1941, Budionni va ser Comandant en Cap (главком, glavkom) de les Forces Armades Soviètiques de la Direcció Sud-oest (Fronts Sud-oest i Sud, encarant la invasió alemanya d'Ucraïna. La invasió formava part de l'Operació Barbarroja, llançada el 22 de juny. Les forces de Budionni es van trobar envoltades durant la batalla d'Uman i la Batalla de Kíev. Aquests encerclaments van resultar en 1,5 milions de baixes, entre morts i presoners. És un dels majors desastres de la història militar.
Al setembre, Stalin destituí Budionni i el reemplaça per Semion Timoixenko. Va ser posat al capdavant del Front de Reserva (setembre-octubre de 1941), Comandant en Cap de les tropes de la Direcció del Caucas Nord (abril-maig de 1942), Comandant del Front del Caucas Nord (maig-agost de 1942) i de l'obsoleta Cavalleria Soviètica (des de 1943). Tot i ser responsable (si bé actuant sota les ordres de Stalin) d'algunes de les derrotes més catastròfiques de la Unió Soviètica, seguí sent protegit de Stalin i no patí cap càstig. Després de la guerra se li permeté retirar-se com a Heroi de la Unió Soviètica. Va morir el 1973, sent enterrat a la Muralla del Kremlin de Moscou. Deixà cinc volums de memòries, en les quals descrivia els temps difícils de la guerra civil i la vida rutinària del Primer Exèrcit de Cavalleria.
Budionni va ser commemorat en diverses cançons militars populars russes, com la Cançó de la Cavalleria Roja (Konarmieyskaya) i la Marxa Budionni.
Per un altre costat, Budionni també creà una nova raça de cavall, encara avui molt popular a Rússia: el Cavall Budionni, famós per la seva resistència i el seu alt rendiment en esports.
La budiónovka, una part de l'uniforme militar soviètic, rep el nom en honor de Budionni.

## Condecoracions
- Heroi de la Unió Soviètica (3)
- Orde de Lenin (8)
- Orde de la Bandera Roja (4)
- Orde de Suvorov
- Orde de la Guerra Patriòtica
- Medalla de la defensa de Kíev
- Medalla de la defensa del Caucas
- Medalla de la victòria sobre Alemanya en la Gran Guerra Patriòtica 1941-1945
- Medalla del 20è Aniversari de l'Exèrcit Roig
- Medalla del 30è Aniversari de l'Exèrcit i l'Armada Soviètics
- Medalla del 40è Aniversari de les Forces Armades Soviètiques
- Medalla del 50è Aniversari de les Forces Armades Soviètiques
- Medalla del 20è Aniversari de la Victòria en la Gran Guerra Patriòtica
- Creu de Sant Jordi (4) (Imperi Rus)